# Баха ад-Дин Сам III
Баха ад-Дин Сам III (перс. بهاء الدین سام‎‎) (? — 1213) — султан Гуридской империи (1212—1213). Сын и преемник Гийас ад-Дина Махмуда.

## Биография
Баха ад-Дин Сам III был сыном Гийаса ад-Дина Махмуда, убитого в 1212 году. После убийства Гийаса Баха ад-Дин Сам III взошел на султанский трон Гуридского государства. Однако через год он был перевезен по приказу хорезмшаха Ала ад-Дина Мухаммеда II в Хорезм. Затем ему наследовал его родственник Ала ад-Дин Атсыз Гури (1213—1214).